# Aymon de Challant (évêque)
Pour les articles homonymes, voir Aymon de Challant.
Aymon de Challant (également italianisé Aimone di Challant), mort à Verceil le 27 mai ou le 19/21/22 juin 1303, est un ecclésiastique valdôtain, membre de la famille de Challant qui est évêque d'Aoste de 1272 à 1273 puis évêque de Verceil de 1273 à sa mort.   

## Biographie
Aymon de Challant est le fils cadet du Godefroi Ier, seigneur de Challant et de Fénis, vicomte d'Aoste, et de son épouse Béatrice de Genève.
Il est chanoine et bienfaiteur de la cathédrale d'Aoste lorsqu'il est nommé évêque du diocèse le 30 août 1272. L'année suivante il concède des privilèges aux habitants du val de Cogne. Au cours de cette même année, il est transféré à l'évêché de Verceil, le 21 décembre 1273. Le 13 décembre 1282, il prononce une sentence arbitrale dans le litige qui oppose ses frères Ébal, l'aîné, et Boniface, curé de Châtillon et chanoine de la cathédrale de Lyon, au sujet de l'héritage paternel. En 1288, il réunit un synode et publie à cette occasion les statuts de son diocèse. En 1291, ill entre en lutte contre les habitants de Biella.
La date de sa mort varie selon les sources entre le 27 mai ou 21/22 juin 1303 et même 19 juin 1305.